# Juan Rodríguez Freyle
Juan Rodríguez Freyle (Bogotá, 1566 - 1642) fue un escritor neogranadino, conocido por su obra "El carnero". Hijo de Juan Freyle, soldado de Pedro de Ursúa, y Catalina Rodríguez. Los detalles que se tienen acerca de su infancia son mínimos. Se sabe que ingresó al seminario, aunque nunca fue ordenado como sacerdote. No se sabe con certeza la fecha de su muerte, pero generalmente se ubica alrededor de 1642.

## Biografía
Rodríguez Freyle nació en Santa Fe de Bogotá, el 25 de abril de 1566, en una familia acomodada. Son pocos los datos que con certeza se conocen sobre la vida de Juan Rodríguez Freyle.

### Vida adulta
Freyle no tuvo acceso a una educación completa. Militó en la guerra de pacificación de los indígenas y se enroló en expediciones contra los indios timanaes y pijaos, al mando del presidente Juan de Borja y Armendia. Permaneció seis años en España como secretario del oidor Alfonzo Pérez Salazar. Al morir éste, Rodríguez Freyle afrontó serios problemas económicos. Después de esta desafortunada estadía, regresó a su tierra natal y se estableció durante un tiempo en Cartagena de Indias. Viajó por la región del Magdalena y retornó a Santa Fe para dedicarse a la agricultura. Se casó y probablemente estuvo trabajando en la oficina de recaudación de impuestos.
Muy pocos documentos dicen algo de Juan Rodríguez Freyle. Se sabe, por la fecha que figura en su partida de bautismo (7 de mayo de 1566), que el autor no pudo presenciar ni participar en los sucesos del descubrimiento y conquista del Nuevo Reino de Granada, muy anteriores. Todos ellos tienen que ver con una causa judicial que por deudas se le siguió al autor entre los años 1621 y 1630. 
Según parece, este y el capitán Gutiérrez de Montemayor tenían en común negocios de tipo agrícola. Una deuda impagada contraída con el capitán y reconocida, da lugar a un turbio proceso. Freyle se verá desposeído de sus bienes, rematados, a sus espaldas, a un precio irrisorio frente a su valor real. Carente de influencias, sus reclamaciones ante las autoridades jamás surten efecto. En 1630 se falla en su contra y sin derecho a apelación. Terminará por vender lo que le queda para pagarle a su antiguo socio lo que por injusticia aún le debe. En la ruina más absoluta transcurren los últimos años de su vida.
En un documento que reabre el litigio, fechado el 2 de diciembre de 1642, se da por muerto a Rodríguez Freyle. Los frailes agustinos reclaman a su viuda e hijos el pago de cuentas todavía pendientes, en calidad de herederos de las posesiones del excapitán Gutiérrez de Montemayor, miembro de la orden también fallecido.
Ante la práctica ausencia de datos, las biografías del autor, sin excepción, han sido construidas a partir del propio Carnero.

### Obras
En los ratos libres de su vejez comenzó a escribir relatos de su vida o de su época. Se dice que Rodríguez Freyle era un hombre culto, gran amante de la lectura, de ingenio versátil y vivaz. Los últimos seis años de su vida los dedicó a escribir una gran crónica, que tituló Conquista y descubrimiento del Nuevo Reino de Granada de las Indias Occidentales del Mar Océano, y Fundación de la ciudad de Santa Fe de Bogotá, primera de este reino donde se fundó la Real Audiencia y Cancillería, siendo la cabeza se hizo su arzobispado, título que muy pronto fue reemplazado por escribanos y lectores por El Carnero. 
El escrito narra de forma sencilla las historias de los conquistadores, además de referirse a hechos controvertidos de ese entonces, como los secretos de las familias, la brujería, los fraudes y demás. El Carnero, dividido en 21 capítulos y dos anexos, se considera un libro original e insólito para su tiempo, que va más allá de la crónica de los sucesos de Santa Fe de Bogotá. En él convergen de una manera singular y divertida la historia, la genealogía y la crónica. Rodríguez Freyle logra, mediante la narración de sucesos políticos y de relatos de los más variados temas, crear un magnífico retrato de la época.
El Carnero trata en general acerca de la fundación de Santa Fe de Bogotá, algunas guerras civiles que había entre sus naturales, sus costumbres y sus gentes, y de qué procedía este nombre tan celebrado de El Dorado. Los generales, capitanes y soldados que vinieron a su conquista, con todos los Presidentes, Oidores y Visitadores que han sido de la Real Audiencia, los arzobispos, prebendados y dignidades, desde el año 1539 (cuando fue fundada Bogotá) hasta 1636.

### Estudios críticos
- Rey Pereira, Carlos. Discurso histórico y discurso literario. El caso del Carnero tesis doctoral
- Biblioteca Virtual del Banco de la República de Colombia Archivado el 15 de septiembre de 2008 en Wayback Machine.

- Datos: Q5952360
- Multimedia: Juan Rodríguez Freyle / Q5952360